# Rajka (osebno ime)
Rajka je žensko osebno ime.

## Izvor imena
Ime Rajka je ženska oblika imena izpeljana iz imena Rajko.

## Pogostost imena
- Leta 1994 je bilo v Sloveniji po podatkih iz knjige Leksikon imen Janeza Kebra  172 nosilk imena Rajka.
- Po podatkih Statističnega urada Republike Slovenije je bilo na dan 31. decembra 2007 v Sloveniji število ženskih oseb z imenom Rajka: 172.[2]

## Osebni praznik
Rajka praznuje god tako kot Rajko.